# Fatshaming
Fatshaming (Engels, neologisme), ook wel fatshamen (gewichtsstigmatiseren), is het beschamen, stigmatiseren, bekritiseren, intimideren, belachelijk maken of discrimineren (achterstellen) van dikke mensen. Het gevolg kan zijn dat zij zich schamen voor hun gewicht, uiterlijk en/of eetgewoonten. Dit kan zo bedoeld zijn, maar kan ook het onbedoelde gevolg zijn van gewoonten of maatschappelijke keuzes, bijvoorbeeld een winkelinrichting met de grote maten in een uithoek, of het benoemen van volstrekt gebruikelijke kledingmaten als plussize.
Het stigmatiseren gebeurt op basis van vooroordelen over veronderstelde negatieve persoonskenmerken zoals gebrek aan zelfbeheersing,  discipline of doorzettingsvermogen of een lage intelligentie.
Uit onderzoek van de Universiteiten van Marburg en Leipzig en in de VS is gebleken dat dikke mensen door deze vooroordelen minder goede onderwijs- en baankansen krijgen, een lager salaris verdienen, minder vaak trouwen en minder vaak goede gezondheidszorg krijgen vergeleken met mensen met een gezond gewicht.